# عبدل أباد (دامنكوه)
عبدل أباد (بالفارسية: عبدل‌آباد) هي مستوطنة تقع في إيران في قسم دامنكوه الريفي. يقدر عدد سكانها بـ 22 نسمة .